# Malakai Tiwa
Malakai Tiwa (3 de octubre de 1986) es un futbolista fiyiano que juega como mediocampista en el Ba.

## Carrera
Debutó en 2006 en el Ba FC y juega allí desde entonces, exceptuando un corto paso por el Hekari United papú entre 2010 y 2011, con el que ganó la O-League 2010; y otro por el Mounties Wanderers australiano entre 2014 y 2015.

### Clubes
| Club                    | País               | Año             |
| ----------------------- | ------------------ | --------------- |
| Ba Football Association | Fiyi               | 2006 - 2009     |
| Hekari United           | Papúa Nueva Guinea | 2010 - 2011     |
| Ba Football Association | Fiyi               | 2011 - 2014     |
| Mounties Wanderers      | Australia          | 2014 - 2015     |
| Ba Football Association | Fiyi               | 2015 - Presente |

### Selección nacional
Disputó con Fiyi la Copa de las Naciones de la OFC 2008, 2012 y 2016. Además, logró la medalla de plata en los Juegos del Pacífico Sur 2007.